# Felipe Garín Ortiz de Taranco
Felipe Garín Ortiz de Taranco (Valencia, 14 de febrero de 1908-Valencia, 7 de junio de 2005) fue un historiador del arte y académico español. Catedrático de Historia del Arte de la Universidad de Valencia y de la Escuela Superior de Bellas Artes de Valencia, dedicó buena parte de su actividad investigadora al estudio del arte valenciano.

## Biografía
Nació en Valencia el 14 de febrero de 1908. Fue nombrado miembro de la Real Academia de Bellas Artes de San Carlos en 1940, institución en la que ejercería como presidente más tarde, durante más de dos décadas (periodo 1974-1999).
Debido a su doble formación jurídica e histórica, pudo ejercer en ambos campos, pero sus intereses acabaron decantándole por la Historia, y en particular por la historia del arte, a la que se dedicó de lleno. Fue catedrático de Historia del Arte de las Facultades de Geografía e Historia y de la Escuela Superior de Bellas Artes de Valencia, de donde fue director. Posteriormente fue decano de la Facultad de Filosofía y Letras de la Universidad de Valencia (1972-1973).
Fue presidente de la Real Academia de Bellas Artes de San Carlos desde 1974, miembro fundador y delegado para el Reino de Valencia de la Asociación Española de Orientalistas y director de la revista Archivo del Arte Valenciano. Fue colegiado distinguido del Colegio Oficial de Doctores y Licenciados en Filosofía y Letras y Ciencias Universidad de Valencia y jefe de su Servicio de Información Artística, Arqueológica y Etnológica; además fue presidente de la Comisión Provincial de Monumentos Históricos y Artísticos de Valencia. También fue miembro de la Real Academia de Cultura Valenciana y del Instituto Alfonso el Magnánimo.
Asimismo, fue miembro correspondiente de la Real Academia de la Historia; de la Real Academia de Bellas Artes de San Fernando de Madrid; de la Real Academia de Bellas Artes de San Jorge de Barcelona; de la Real Academia de Bellas Artes de Santa Isabel de Hungría de Sevilla; de la Real Academia Hispanoamericana de Cádiz; de la Academia de Bellas Artes Vélez de Guevara de Ecija (Sevilla); y de la Hispanic Society of America, de los Estados Unidos.
Entre los numerosos galardones recibidos destacan: la Medalla de Oro al mérito cultural otorgado por el Ministerio de Cultura, la Cruz de la Orden de Alfonso X el Sabio, el Premio Nacional de Literatura y Crítica de Arte (1945), el Premio Cerda Reig del Consejo Superior de Investigaciones Científicas, la Medalla de Oro del Círculo de Bellas Artes de Valencia y la Medalla de Oro de la Facultad de Bellas Artes de Valencia de la Universidad Politécnica de Valencia. Recibió la Alta Distinción de la Generalitat de Valencia al Mérito Cultural, en 1995.
Tiene una estatua erigida en 1993 en los “Jardines de Viveros”, detrás del Museo San Pío V de Valencia. Además, da nombre a una calle en su ciudad natal, Valencia. Fue candidato en varias ocasiones al Premio “Príncipe de Asturias” de Bellas Artes, propuesto por la Real Academia de Bellas Artes de San Carlos de Valencia.
Publicó numerosos libros y monografías artísticas, entre ellas, Aspectos de la arquitectura gótica valenciana, Loa y elegía de Palomino en su decoración de los Santos Juanes de Valencia, Pintores del mar, El libro de horas del conde-duque de Olivares y La visión de España de Sorolla. Ejerció además la crítica del arte en los diarios Levante, Jornada y Las Provincias.
Estuvo casado con Ángeles Llombart Rodríguez, con la que tuvo dos hijos: María de los Ángeles y Felipe. Muy arraigado a la vida social y cultural de su barrio, el barrio del Carmen, lugar donde discurrió la totalidad de su vida. Defendió en sus trabajos una remodelación del centro histórico de las ciudades, respetando el valor histórico de sus monumentos, lo cual en muchas ocasiones sirvió para salvar piezas de gran valor artístico en procesos de remodelación de edificios del casco antiguo. Su hijo Felipe Garín Llombart fue director del Museo del Prado (1991-1993), director de la Academia de España en Roma y también director del Museo de Bellas Artes de Valencia entre 1969 y 1990.
Falleció en Valencia el 7 de junio de 2005 siendo inhumado en el Cementerio General de Valencia. Su biblioteca personal fue donada por su esposa e hijos a la Biblioteca Valenciana. Tal fondo está formado por 93 cajas de archivo que recogen variada documentación de carácter personal y profesional, fiel reflejo del trabajo dedicado al estudio y  la crítica del arte y a la promoción de las instituciones culturales valencianas de la segunda mitad del siglo XX.

## Obras
- Aspectos de la arquitectura gótica valenciana, Valencia, T. Pedro Pascual, 1935.
- La Academia valenciana de Bellas Artes (tesis doctoral), Valencia, Real Academia de San Carlos, 1945.
- Pintores del mar, Valencia, Institución Alfonso el Magnánimo, 1950.
- Catálogo del Museo de Bellas Artes de Valencia, 1954.
- Valencia monumental, 1959.
- Catálogo monumental de la provincia de Valencia.
- Catálogo monumental de la ciudad de Valencia.
- Historia del Arte de Valencia.
- Yáñez de la Almedina, pintor español.
- Mi siglo XX. Memorias.
- Libro de Horas de Felipe el Hermoso.

## Premios y distinciones
- Cruz de Alfonso X el Sabio 1945
- Premi 9 Octubre: Distinción de la Generalitat Valenciana al Mérito Cultural, 1995[5]
- Accésit del Premio Nacional de Literatura, por la sección de crítica de arte, en 1945.
- Premio “Cerdá Reig” de Investigaciones Científicas de la Delegación del CSIC, en 1964.
- Premiado por la Diputación Provincial de Valencia, dentro de la línea de investigación “Gótico valenciano y arte del siglo XVIII”, realizada en el departamento de la facultad y servicio de estudios artísticos, en 1965.
- Medalla de Oro de la Delegación Provincial del Ministerio de Cultura, en 1980.
- Medalla de Oro de la Facultad de Bellas Artes de Valencia, en 1982.
- Premio Nacional del Colegio de Doctores de España, en 1982.
- Medalla de Oro al Mérito Cultural de la Delegación en Valencia del Ministerio de Cultura, en 1984.
- Medalla de Oro de la Universidad Politécnica de Valencia, en 1988.
- Medalla al Mérito de las Bellas Artes concedida por la Academia de San Carlos, en 1994.